# Dhorjambga, Gulbarga
Dhorjambga là một làng thuộc tehsil Gulbarga, huyện Gulbarga, bang Karnataka, Ấn Độ.